# Fizouli
Pour l’article homonyme, voir Fizuli (raion).

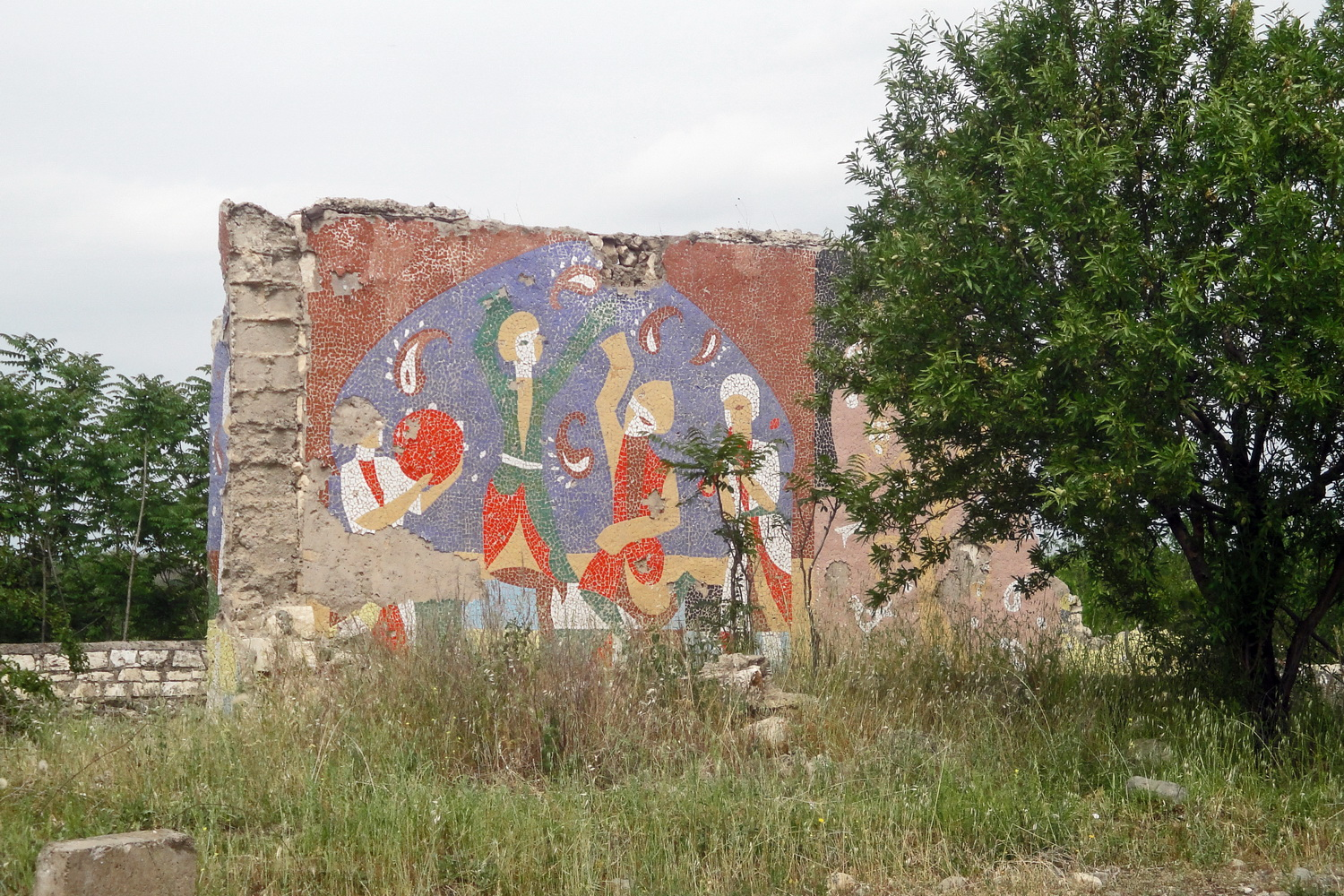

Fizouli (en azéri : Füzuli) est une ville d'Azerbaïdjan, chef-lieu officiel du raion du même nom. De 1993 à 2020, elle est occupée par la république autoproclamée du Haut-Karabagh et fait partie de la région d'Hadrout. C’est aujourd’hui une ville fantôme en ruine.

## Géographie
La ville est située dans le sud-ouest de l'Azerbaïdjan, au sud du Haut-Karabagh, à 40 km de Khankendi. 

## Histoire
La ville, connue sous le nom de Qarabulaq, fait partie du khanat du Karabagh jusqu'à l'annexion de celui-ci par l'Empire russe en 1822. Elle est rebaptisée en 1827 du nom de Kariaguino en l'honneur du colonel Pavel Kariaguine et fait alors partie de l'ouïezd de Jabrayil.
Sous le régime soviétique, la ville fait partie de la république socialiste soviétique d'Azerbaïdjan et est rebaptisée Fizouli en 1959, en l'honneur du poète Fuzûlî.
Durant la guerre du Haut-Karabagh, elle est prise le 23 août 1993 par les forces armées de la république du Haut-Karabagh. L'ensemble de la population d'environ 17 000 habitants, majoritairement azérie, est contrainte de fuir à l'est laissant Fizouli déserte. Rattachée à la région d'Hadrout par la république autoproclamée et rebaptisée Varanda (Վարանդա), elle est minée et devient une ville fantôme qui tombe en ruine.
En 2016, une charte d'amitié et de coopération est signée à Altkirch entre les autorités municipales de cette ville française et les responsables azerbaïdjanais de Fizouli.
Au cours de la seconde guerre du Haut-Karabagh, elle est reconquise par les troupes azerbaïdjanaises le 17 octobre 2020. Le 16 novembre suivant, le président azerbaïdjanais Ilham Aliev visite les ruines de l'ancienne ville et annonce un vaste plan de reconstruction. Les travaux de réalisation d'une nouvelle route pour relier Fizouli à Choucha sont lancés dans les jours qui suivent.
En janvier 2021, le président Ilham Aliyev publie un décret sur la construction d'un aéroport international à Fizouli. L'aéroport ouvre ses portes le 26 octobre 2021. La cérémonie d’inauguration est marquée par la présence du président azerbaïdjanais et du président turc Recep Tayyip Erdoğan.
En mai 2023, la première pierre du complexe des systèmes d'approvisionnement en eau potable, d'égouts et d'évacuation des eaux pluviales de Fizouli est posée.
Le 31 juillet 2023, le président Ilham Aliyev signe un décret portant instauration du 17 octobre comme le jour de la ville de Fizouli.
En août 2023, les 23 premières familles se réinstallent à Fizouli dans le cadre du retour d'anciens déplacés internes.

## Personnalités
- Kamal Alakbarov (1928-2009), peintre et sculpteur azerbaïdjanais et soviétique, est né à Fizouli.